# Give the People What They Want
Give the People What They Want è il diciottesimo album in studio del gruppo musicale rock britannico The Kinks, pubblicato nel 1981.

## Tracce
Lato 1
1. Around the Dial – 4:45
2. Give the People What They Want – 3:45
3. Killer's Eyes – 4:40
4. Predictable – 3:31
5. Add It Up – 3:14

Lato 2
1. Destroyer – 3:47
2. Yo-Yo – 4:10
3. Back to Front – 3:15
4. Art Lover – 3:22
5. A Little Bit of Abuse – 3:45
6. Better Things – 2:59

## Formazione
- Ray Davies - voce, chitarra, tastiere
- Dave Davies - chitarra, voce
- Jim Rodford - basso
- Mick Avory - batteria
- Ian Gibbons - tastiere

## Ospiti
- Chrissie Hynde - voce (non accreditata) in Predictable, Add It Up, Art Lover e A Little Bit of Abuse